# Isoglossa comorensis
Isoglossa comorensis är en akantusväxtart som beskrevs av Gustav Lindau. Isoglossa comorensis ingår i släktet Isoglossa och familjen akantusväxter. Inga underarter finns listade i Catalogue of Life.